# 臨安衛
臨安衛是明代的一個衛所。明洪武十五年(1382)置，屬雲南都司。治所即今雲南建水縣。清康熙七年(1668)廢。在府治東泰和街，洪武十五年建。內有經歷司。領衛鎮撫一，左、右、中、前、後、中左千戶所六，每所各領所鎮撫一、百戶所十。前有立政、宣威二坊列於左右。其舊領前前、右右二所，守御通海。其城周圍六里，開四門，東日迎暉，外有迎恩坊，南日阜安，西日清遠，北曰永貞，其上俱有鼓樓。其東南增置鐘樓，西門外有教場。